# Coccomytilus convexus
Coccomytilus convexus är en insektsart som först beskrevs av William Miles Maskell 1894.  Coccomytilus convexus ingår i släktet Coccomytilus och familjen pansarsköldlöss. Inga underarter finns listade i Catalogue of Life.